# Kanton Laplume
Der Kanton Laplume war bis 2015 ein französischer Wahlkreis im Arrondissement Agen, im Département Lot-et-Garonne und in der früheren Region Aquitanien; sein Hauptort war Laplume, Vertreter im Generalrat des Départements war zuletzt von 2008 bis 2015 Jean Dreuil.
Der Kanton war 124,99 km² groß und hatte 12.340 Einwohner (Stand: 2012). 
Der Kanton umfasste Wahlberechtigte aus folgenden neun Gemeinden:
| Gemeinde                    | Einwohner Jahr | Fläche km² | Bevölkerungsdichte | Postleitzahl | Code INSEE |
| --------------------------- | -------------- | ---------- | ------------------ | ------------ | ---------- |
| Aubiac                      | 1060 (2013)    | –          | – Einw./km²        | 47310        | 47016      |
| Brax                        | 2004 (2013)    | –          | – Einw./km²        | 47310        | 47040      |
| Estillac                    | 1951 (2013)    | –          | – Einw./km²        | 47310        | 47091      |
| Laplume                     | 1446 (2013)    | –          | – Einw./km²        | 47310        | 47137      |
| Marmont-Pachas              | 129 (2013)     | –          | – Einw./km²        | 47220        | 47158      |
| Moirax                      | 1163 (2013)    | –          | – Einw./km²        | 47310        | 47169      |
| Roquefort                   | 1852 (2013)    | –          | – Einw./km²        | 4730         | 47225      |
| Sainte-Colombe-en-Bruilhois | 1659 (2013)    | –          | – Einw./km²        | 47310        | 47238      |
| Sérignac-sur-Garonne        | 1145 (2013)    | –          | – Einw./km²        | 47310        | 47300      |